# لیک آو د وودز (آریزونا)
لیک آو د وودز (به انگلیسی: Lake of the Woods) یک منطقهٔ مسکونی در ایالات متحده آمریکا است که در شهرستان ناواهو، آریزونا واقع شده‌است. لیک آو د وودز ۱۰٫۷۳ کیلومتر مربع مساحت و ۵۲٬۵۲۷ نفر جمعیت دارد و ۲٬۰۶۸ متر بالاتر از سطح دریا واقع شده‌است.